# Chambre de commerce et d'industrie d'Arras
Avant la réorganisation de fin 2010, la chambre de commerce et d'industrie d'Arras était l'une des sept chambres de commerce et d'industrie (CCI) du département du Pas-de-Calais.
Depuis le 1er janvier 2011 elle a fusionné avec les CCI de Béthune et de Lens pour former la chambre de commerce et d'industrie Artois.
Son siège, à Arras au 8 rue du 29 juillet, est désormais celui de l'agence de proximité d'Arras.

## Mission

### Service aux entreprises
- Centre de formalités des entreprises
- Assistance technique au commerce
- Assistance technique à l'industrie
- Assistance technique aux entreprises de service

### Gestion d'équipements
- Port fluvial de commerce de Saint-Laurent-Blangy ;
- Aéroport d'Arras - Roclincourt ;
- Pépinière d'entreprise ;
- Parc des expositions.

### Centres de formation
- Institut Des Managers (IDM) ;
- SIADEP formation en commun avec la chambre de commerce et d'industrie du Grand Lille, de Béthune et de Lens.

## Historique
- Décembre 2007 : Projet de fusion pour 2010 avec la chambre de commerce et d'industrie de Béthune et la chambre de commerce et d'industrie de l'arrondissement de Lens pour former la chambre de commerce et d'industrie de l'Artois.
- 27 février 2009 : Décret no 2009-237 sur la fusion de la chambre avec celle de Béthune et de Lens pour former la chambre de commerce et d'industrie de l'Artois en 2010.
- 22 décembre 2010 : Installation officielle de la CCI territoriale de l’Artois.

## Pour approfondir